# American Rhapsody
American Rhapsody è una composizione musicale scritta dal noto musicista John Serry (nacque con il nome di Giovanni Serrapica) per fisarmonica nel 1955. Il compositore fu ispirato dalle opere classiche per orchestra di George Gershwin insieme ai ritmi esotici sudamericani durante la composizione di quest'opera. Sintetizzando le tecniche compositive associate solitamente alla musica classica con quelle identificate dal jazz, questo pezzo si presta come affascinante esempio del genere sinfonico jazzistico avente la fisarmonica a bassi sciolti come solista. Rende inoltre omaggio alla musica sudamericana includendo un vivo ritmo Latin jazz/latino-americano nel secondo episodio Danza. (Vedi Rapsodia in blu)
L'opera fu pubblicata nella sua versione originale per fisarmonica solista dall'Alpha Music Company nel 1957. Il compositore esordì il brano su fisarmonica a bassi sciolti in una serie di concerti ospitata dall'Orpheus Glee Club a Flushing, New York nel dicembre del 1963. Fu in seguito eseguita da uno studente del compositore (Joseph Nappi) per il primo concerto annuale dell'Associazione Fisarmonica di Long Island nel 1964 a New York. Fu infine trascritta per pianoforte solista dal compositore nel 2002. Quest'ultima versione viene di seguito descritta.

## Struttura
Il brano è composto da quattro parti:
1. Introduzione e Blues (Maestoso)
2. La Danza (Allegretto ben ritmato)
3. Il Sogno (Andante sostenuto)
4. Finale: Il Risveglio (Vivace)

## Composizione

### Introduction and Blues
La I Parte è in Si bemolle con tempo 3/4 ed andamento Maestoso. L'incipit si presenta con ottave nel registro alto, subito imitate in maniera singolare dal basso diverse volte, conducendo alla sezione successiva Il Blues, in 2/4 nella stessa chiave dell'Introduzione, ma con andamento Andantino.
Qui il tema principale si sviluppa con calma in entrambi i registri. L'interludio seguente di entrambe le voci ha il suo culmine in un trillo e arpeggio A piacere, come annota il compositore, ripetuti successivamente nel solo registro basso. A ciò segue una serie di modulazioni cromatiche da Re diesis verso la chiave originale, Si bemolle. La sezione si conclude con una cascata di otto note, che nascondono le imitazioni del tema principale ripetute nel basso.

### La Danza
La seconda sezione del brano è una Danza in Re maggiore con tempo 4/4 ed andamento Allegretto Ben Ritmato. Il compositore richiama espressamente i ritmi latini (ad esempio Bougoes o Maracas) come avviene nella forma orchestrale. La sezione apre con una linea melodica ostinata nel basso, sincopata con uno sviluppo nel registro alto. Ciò culmina in una breve cadenza in chiave di Fa e l'inizio di una drammatica dissonanza per il climax. Segue una serie di sedici note frenetiche negli alti, che porta a modulazioni annotate Furioso prima della sezione successiva.

### Il Sogno
La terza sezione è una Andante Sostenuto, in chiave di Do maggiore e tempo 4/4. Rappresenta una mistica e tenera sintesi del tema principale Molto Legato, accompagnata dal ritorno nella chiave di Fa maggiore. Conclude con una maestosa ripresa del tema in ottave che modula nella chiave di Do maggiore in Allegretto Scherzando.

### Finale: Il Risveglio
La sezione finale è inizialmente un Vivace in Do maggiore. Questa sezione vibrante apre con una serie dinamica di sedici note che conducono alla precedente chiave di Si bemolle. Qui il tema principale de La Danza è ripreso maestosamente per una conclusione che culmina in un arpeggio finale verso il registro basso.

## Spartiti archiviati
Una copia di questa composizione è stata archiviata per scopi di ricerca nella Biblioteca musicale di Sibley della facoltà di Musica dell'Università di Rochester, come parte del Ruth T. Watanabe Special Collections Department. I ricercatori possono contattare il bibliotecario e archivista delle raccolte speciali della biblioteca per l'accesso all'intera collezione di spartiti di John Serry